# Абдуллах ібн Абд аль-Мутталіб
Абдуллах ібн Абд аль-Мутталиб аль-Кураши (араб. عبد الله بن عبد المطلب; 545, Мекка — 570, Медина) — батько пророка Мухаммеда і син Абд аль-Мутталіба.

## Біографія

### Жертвоприношення
Абдуллах був улюбленцем батька — Абд аль-Мутталіба. Згідно з переказами, Абд аль-Муталліб поклявся принести в жертву одного з своїх синів, якщо у нього народиться 10 синів. Коли через багато років у Абд аль-Мутталіба народилися і виросли сини, він згадав про свою обітницю. Для того, що б вирішити, кого з синів принести в жертву, Абд аль-Мутталіб кинув жереб, і жереб упав на Абдуллу. За порадою курайшитів Абд аль-Мутталиб відмовився від свого задуму і приніс замість сина в жертву 100 верблюдів.

### Одруження
Абдуллах відрізнявся особливою красою, чистою вдачею, і багато жінок були не проти стати його дружиною. В 569 році Абдуллах одружився зі знатною дівчиною Аміною бінт Вахб, і від цього шлюбу народився пророк Магомет. Однак Абдулла помер до народження свого сина, так і не побачивши його.

### Смерть
У момент смерті Абдуллаху ібн Абд аль-Мутталібу було 25 років. Історики повідомляють про те, що Абдулла виїхав по торгових справах в напрямку Сирії, але по дорозі захворів і помер у Медині. Є також повідомлення про те, що Абдулла помер, коли Мухаммаду було 2 місяці.